# 池上镇
池上镇，是中华人民共和国山東省淄博市博山区下辖的一个乡镇级行政单位。

## 行政区划
池上镇下辖以下地区：
上小峰村、中小峰村、下小峰村、甘泉村、李家块村、鹿疃村、王疃村、西池村、东池村、上郝峪村、中郝峪村、下郝峪村、西陈疃村、东陈疃村、车峪村、板山村、小里村、大里村、聂家峪村、陡沟村、七峪村、花林村、赵庄村、店子村、吴家台村、大南峪村、冯家村、营子村、代家村、李家村、东台村、大马石村、虎林村、西坡村、石臼村、泉子村、雁门村、北场村、韩庄村、东庄村、紫峪村、杨家村、池埠村和北崖村。

## 人口
2010年中国第六次人口普查时，池上镇共有人口17561人。共有家庭7345户，平均每户2.37人。14岁以下的少年儿童共2228人，占总人口12.68%；15-64岁人口共12877人，占总人口73.32%；65岁及以上的老年人共2456人，占总人口的13.98%。男性共计8705人，占总人口49.57%；女性共计8856，占总人口50.42%。本地居住的人口中，拥有本地户籍的人口为16928人，占96.39%。